# Премия Европейской киноакадемии 2013
26-я церемония вручения премии Европейской киноакадемии состоялась 7 декабря 2013 года, в столице Германии Берлине. Номинанты были объявлены 9 ноября 2013 года.

## Лауреаты и номинанты Премии Европейской киноакадемии 2013

### Лучший фильм
| Название                      | Оригинальное название            | Режиссёр (-ы)        | Страна           |
| ----------------------------- | -------------------------------- | -------------------- | ---------------- |
| Великая красота               | La grande bellezza               | Паоло Соррентино     | Италия/ Франция  |
| Жизнь Адель                   | La Vie d'Adèle – Chapitres 1 & 2 | Абделатиф Кешиш      | Франция          |
| Лучшее предложение            | La migliore offerta              | Джузеппе Торнаторе   | Италия           |
| Белоснежка                    | Blancanieves                     | Пабло Берхер         | Испания/ Франция |
| Разомкнутый круг              | The Broken Circle Breakdown      | Феликс Ван Грунинген | Бельгия          |
| Простые сложности Нико Фишера | Oh Boy                           | Ян Оле Герштер       | Германия         |

### Приз зрительских симпатий
| Название                         | Оригинальное название       | Режиссёр (-ы)                  | Сценарист (-ы)                                                       | Продюсер (-ы) | Страна                                            |
| -------------------------------- | --------------------------- | ------------------------------ | -------------------------------------------------------------------- | ------------- | ------------------------------------------------- |
| Золотая клетка                   | La Cage dorée               | Рубен Алвес                    | Рубен Алвес, Юго Желен, Jean-André Yerlès, Luc-Olivier Veuve         |               | Португалия/ Франция                               |
| Анна Каренина                    | Anna Karenina               | Джо Райт                       | Том Стоппард                                                         |               | Великобритания                                    |
| Лучшее предложение               | La migliore offerta         | Джузеппе Торнаторе             | Джузеппе Торнаторе                                                   |               | Италия                                            |
| Разомкнутый круг                 | The Broken Circle Breakdown | Феликс Ван Грунинген           | Карл Йос, Феликс Ван Грунинген                                       |               | Бельгия                                           |
| Пучина                           | Djúpið                      | Бальтасар Кормакур             | Йон Этли Йоунассон, Бальтасар Кормакур                               |               | Исландия                                          |
| Я очень возбужден                | Los amantes pasajeros       | Педро Альмодовар               | Педро Альмодовар                                                     |               | Испания                                           |
| Невозможное                      | Lo Imposible                | Хуан Антонио Байона            | Серхио Санчес, Мария Белон                                           |               | Испания                                           |
| Кон-Тики                         | Kon-Tiki                    | Хоаким Роннинг, Эспен Сандберг | Петтер Скавлан, Аллан Скотт                                          |               | Норвегия/ Дания/ Германия/ Великобритания/ Швеция |
| Любовь – это всё, что тебе нужно | Den skaldede frisør         | Сюзанна Бир                    | Андерс Томас Йенсен, Сюзанна Бир                                     |               | Дания                                             |
| Простые сложности Нико Фишера    | Oh Boy                      | Ян Оле Герштер                 | Ян Оле Герштер                                                       |               | Германия                                          |
| В поисках Сахарного Человека     | Searching for Sugar Man     | Малик Бенджеллуль              | Малик Бенджеллуль, Стивен «Шугар» Сегерман, Крэйг Бартоломью Стридом |               | Швеция/ Великобритания                            |

### Открытие года
| Название                      | оригинальное название | Режиссёр (-ы)     | Сценарист (-ы) | Продюсер (-ы)                                                                                                | Страна                                |
| ----------------------------- | --------------------- | ----------------- | -------------- | --- | ------------------------------------- |
| Простые сложности Нико Фишера | Oh Boy                | Ян Оле Герштер    |                | Маркос Кантис, Александер Вадух                                                                              | Германия                              |
| Ешь Спи Умри                  | Äta sova dö           | Габриэла Пихлер   |                | China Åhlander                                                                                               | Швеция                                |
| Девочка по вызову             | Call Girl             | Микаэль Марсимаин |                | Мимми Спанг                                                                                                  | Швеция/ Норвегия/ Ирландия/ Финляндия |
| Милая                         | Miele                 | Валерия Голино    |                | Виола Престьери, Риккардо Скамарчио, Рафаэль Бергудо, Дженнаро Формизано, Алихан Карагул, Энн-Доминик Туссэн | Италия/ Франция                       |
| Чума                          | La Plaga              | Neus Ballús       |                | Pau Subirós                                                                                                  | Испания                               |

### Лучшая комедия
| Название                         | Оригинальное название | Режиссёр (-ы)    | Страна   |
| -------------------------------- | --------------------- | ---------------- | -------- |
| Любовь – это всё, что тебе нужно | Den skaldede frisør   | Сюзанна Бир      | Дания    |
| Я очень возбужден                | Los amantes pasajeros | Педро Альмодовар | Испания  |
| Дети священника                  | Svećenikova djeca     | Винко Брешан     | Хорватия |
| Добро пожаловать, президент!     | Benvenuto Presidente! | Риккардо Милани  | Италия   |

### Лучший режиссёр
| Режиссёр (-ы)        | Страна  | Название           | Оригинальное название            |
| -------------------- | ------- | ------------------ | -------------------------------- |
| Паоло Соррентино     | Италия  | Великая красота    | La grande bellezza               |
| Джузеппе Торнаторе   | Италия  | Лучшее предложение | La migliore offerta              |
| Пабло Берхер         | Испания | Белоснежка         | Blancanieves                     |
| Абделатиф Кешиш      | Франция | Жизнь Адель        | La Vie d'Adèle – Chapitres 1 & 2 |
| Франсуа Озон         | Франция | В доме             | Dans la maison                   |
| Феликс Ван Грунинген | Бельгия | Разомкнутый круг   | The Broken Circle Breakdown      |

### Лучший актёр
| Актёр            | Страна         | Название                      | Оригинальное название       |
| ---------------- | -------------- | ----------------------------- | --------------------------- |
| Тони Сервилло    | Италия         | Великая красота               | La grande bellezza          |
| Йохан Хелденберг | Бельгия        | Разомкнутый круг              | The Broken Circle Breakdown |
| Джуд Лоу         | Великобритания | Анна Каренина                 | Anna Karenina               |
| Фабрис Лукини    | Франция        | В доме                        | Dans la maison              |
| Том Шиллинг      | Германия       | Простые сложности Нико Фишера | Oh Boy                      |

### Лучшая актриса
| Актриса          | Страна                    | Название         | Оригинальное название       |
| ---------------- | ------------------------- | ---------------- | --------------------------- |
| Верле Батенс     | Бельгия                   | Разомкнутый круг | The Broken Circle Breakdown |
| Луминица Георгиу | Румыния                   | Поза ребёнка     | Poziția copilului           |
| Кира Найтли      | Великобритания            | Анна Каренина    | Anna Karenina               |
| Барбара Зукова   | Германия                  | Ханна Арендт     | Hannah Arendt               |
| Наоми Уоттс      | Австралия/ Великобритания | Невозможное      | Lo Imposible                |

### Лучший композитор
| Название           | Оригинальное название | Победитель      | Страна |
| ------------------ | --------------------- | --------------- | ------ |
| Лучшее предложение | La migliore offerta   | Эннио Морриконе | Италия |

### Лучший сценарист
| Сценарист (-ы)                       | Страна         | Название           | Оригинальное название       |
| ------------------------------------ | -------------- | ------------------ | --------------------------- |
| Франсуа Озон                         | Франция        | В доме             | Dans la maison              |
| Паоло Соррентино, Умберто Контарелло | Италия         | Великая красота    | La grande bellezza          |
| Том Стоппард                         | Великобритания | Анна Каренина      | Anna Karenina               |
| Джузеппе Торнаторе                   | Италия         | Лучшее предложение | La migliore offerta         |
| Феликс Ван Грунинген, Карл Йос       | Бельгия        | Разомкнутый круг   | The Broken Circle Breakdown |

### Лучший оператор
| Название          | Оригинальное название | Победитель | Страна  |
| ----------------- | --------------------- | ---------- | ------- |
| Заполнить пустоту | Lemale et ha’halal    | Асаф Судри | Израиль |

### Лучший художник-постановщик
| Название      | Оригинальное название | Победитель   | Страна         |
| ------------- | --------------------- | ------------ | -------------- |
| Анна Каренина | Анна Каренина         | Сара Гринвуд | Великобритания |

### Best Co-Production
| Победитель  | Страна  |
| ----------- | ------- |
| Ада Соломон | Румыния |

### Лучший художник по костюмам
| Название   | Оригинальное название | Победитель    | Страна  |
| ---------- | --------------------- | ------------- | ------- |
| Белоснежка | Blancanieves          | Пако Дельгадо | Испания |

### Лучший монтаж
| Название        | Оригинальное название | Победитель           | Страна |
| --------------- | --------------------- | -------------------- | ------ |
| Великая красота | La grande bellezza    | Кристьяно Травальоли | Италия |

### Лучший звукорежиссёр
| Название  | Оригинальное название | Победитель  | Страна   |
| --------- | --------------------- | ----------- | -------- |
| Рай: Вера | Paradies: Glaube      | Матц Мюллер | Германия |

### Лучший анимационный фильм
| Название | Оригинальное название | Режиссёр(s) | Победитель(ы)                       | Анимация     | Страна                                                   |
| -------- | --------------------- | ----------- | ----------------------------------- | ------------ | -------------------------------------------------------- |
| Конгресс | The Congress          | Ари Фольман | Ари Фольман                         | Йони Гудман  | Израиль/ Германия/ Польша/ Люксембург/ Франция / Бельгия |
| Жасмин   | Jasmine               | Ален Угетто | Ален Угетто, Жак Ребу, Хлоя Ингуено | Ален Угетто  | Франция                                                  |
| Пиноккио | Pinocchio             | Энцо Д’Ало  | Энцо Д’Ало, Умберто Марино          | Марко Занони | Италия/ Люксембург/ Франция/ Бельгия                     |

### Приз за выдающиеся достижения в мировом кино
| Победитель       | Профессия | Страна  |
| ---------------- | --------- | ------- |
| Педро Альмодовар | Режиссёр  | Испания |

### За творчество в целом
| Победитель   | Профессия | Страна  |
| ------------ | --------- | ------- |
| Катрин Денёв | Актриса   | Франция |

### Лучший документальный фильм
| Название                | Оригинальное название | Режиссёр(ы)        | Сценарист(ы)   | Продюсер(ы)                                          | Страна                          |
| ----------------------- | --------------------- | ------------------ | -------------- | ---------------------------------------------------- | ------------------------------- |
| Акт убийства            | The Act of Killing    | Джошуа Оппенхаймер |                | Синье Бирдж Серенсен                                 | Дания/ Норвегия/ Великобритания |
| L’escale                | L’escale              | Кавех Бахтиари     | Кавех Бахтиари | Элиза Гарбар, Хайнц Дилл, Оливье Чэрвет, Софи Герман | Швейцария/ Франция              |
| Исчезнувшее изображение | L’image manquante     | Ритхи Пань         | Ритхи Пань     | Катрин Дассэрт                                       | Франция/ Камбоджа               |

### Лучший короткометражный фильм
| Фильм                         | Режиссёр(s)                     | Страна                            | Номинированный фестиваль            |
| ----------------------------- | ------------------------------- | --------------------------------- | ----------------------------------- |
| Death of a Shadow             | Том Ван Авермат                 | Франция                           | Valladolid Short Film Nominee       |
| Cut                           | Кристоф Жирарде, Матиас Мюллер  | Германия                          | Vila do Conde Short Film Nominee    |
| Butter Lamp                   | Ху Вей                          | Франция/ Китай                    | Drama Short Film Nominee            |
| House with small windows      | Бюлент Озтурк                   | Бельгия                           | Venice Short Film Nominee           |
| Letter                        | Сергей Лозница                  | Россия                            | Krakow Short Film Nominee           |
| Mistery                       | Чема Гарсия Ибарра              | Испания                           | Berlin Short Film Nominee           |
| Morning                       | Кэти Брэйди                     | Великобритания                    | Cork Short Film Nominee             |
| The Waves                     | Мигель Фонсека                  | Португалия                        | Ghent Short Film Nominee            |
| Orbit Ever After              | Джэми Стоун                     | Великобритания                    | Bristol Short Film Nominee          |
| Jump                          | Пётр Вылчанов, Кристина Грозева | Болгария                          | Clermont-Ferrand Short Film Nominee |
| Sunday 3                      | Йохен Кун                       | Германия                          | Tampere Short Film Nominee          |
| A Story For The Modlins       | Серхио Оксман                   | Испания                           | Sarajevo Short Film Nominee         |
| Tough I Know The River Is Dry | Омар Роберт Хэмилтон            | Египет/ Палестина/ Великобритания | Rotterdam Short Film Nominee        |
| Nuclear Waste                 | Мирослав Слабошпицкий           | Украина                           | Grimstad Short Film Nominee         |
| Zima                          | Кристина Пичи                   | Россия                            | Locarno Short Film Nominee          |

### Young Audience Award
| Название                | Оригинальное название   | Режиссёр(ы)   | Сценарист(ы)                | Продюсер(ы)                | Страна                   |
| ----------------------- | ----------------------- | ------------- | --------------------------- | -------------------------- | ------------------------ |
| Ноно – мальчик-детектив | Nono, het Zigzag Kind   | Винсент Баль  | Винсент Баль, Джон Гилберт  | Бурни Бос, Эльс Вандеворст | Нидерланды               |
| Магазинчик самоубийств  | Le magasin des suicides | Патрис Леконт | Патрис Леконт               | Жиль Подеста               | Франция/ Бельгия/ Канада |
| Kopfuber                | Kopfuber                | Бернд Салинг  | Бернд Салинг, Аня Тукерманн | Йорг Рот                   | Германия                 |